# 警用船舶

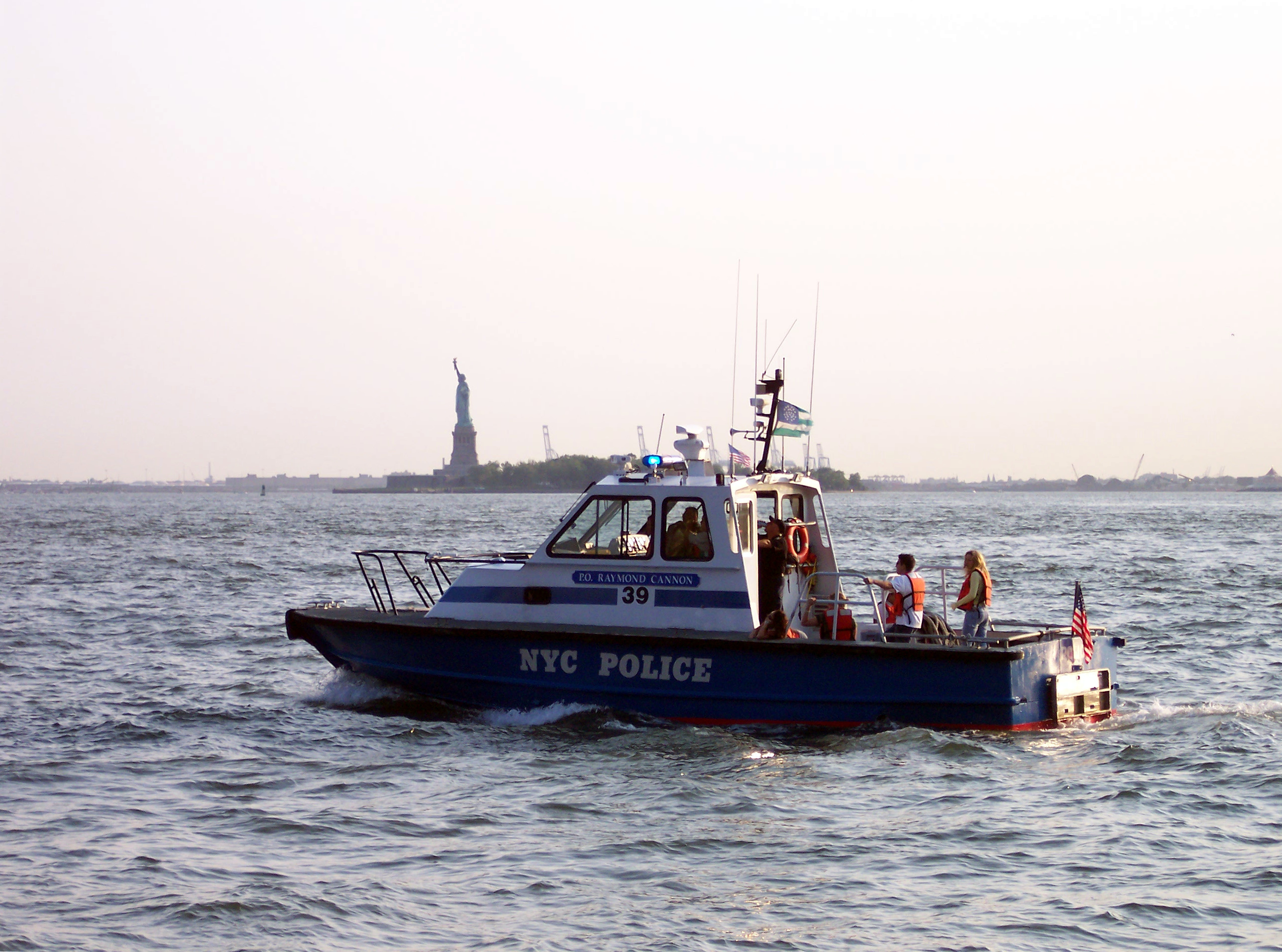
纽约市警察局的警用船舶

警用船舶又稱警用船只、警用船艇，是警察机关用来巡逻水域的船只。它們通常在主要河流、城市附近的封闭港口或其他需要警方執法的地方巡邏。警用船舶為了能追上逃犯，通常會配備高性能发动机。